# Magdalena Augusta van Anhalt-Zerbst

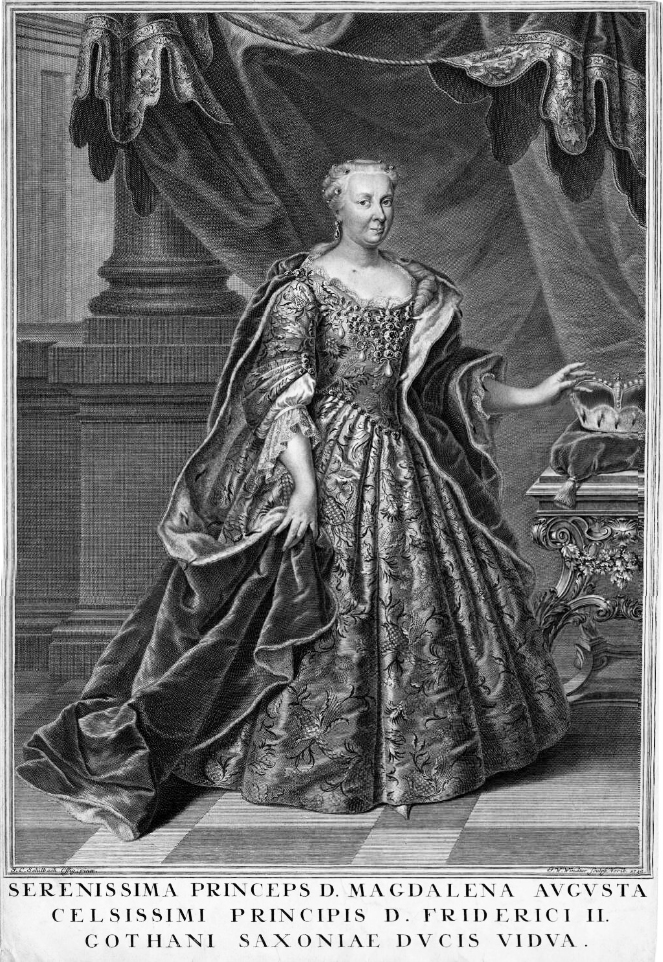
Magdalena Augusta van Anhalt-Zerbst

Magdalena Augusta van Anhalt-Zerbst (Zerbst, 13 oktober 1679 – Altenburg, 11 oktober 1740) was een prinses van Anhalt-Zerbst uit het Huis der Ascaniërs en door huwelijk Hertogin van Saksen-Gotha-Altenburg.
Magdalena Augusta was een dochter van prins Karel Willem van Anhalt-Zerbst (1652-1718) en diens echtgenote Sophia van Saksen-Weißenfels (1654-1724), dochter van hertog August van Saksen-Weißenfels.
Op 17 juni 1696 huwde zij te Gotha met hertog Frederik II van Saksen-Gotha-Altenburg. De bewaard gebleven brieven, van de hertogin aan haar man, getuigen van een liefdevol en gelukkig huwelijk.
Magdalena Augusta en Frederik kregen negentien kinderen:
- Sophie (1697-1703)
- Frederik III (1699-1772)
- Doodgeboren zoon (22 april 1700)
- Willem (1701-1771), hij was gehuwd met Anna van Holstein-Gottorp (1709-1758)
- Karel Frederik (1702-1703)
- Doodgeboren dochter (8 mei 1703)
- Johan August (1704-1767)
- Christiaan (* / † 1705)
- Christiaan Willem (1706-1748)
- Lodewijk Ernst (1707-1763)
- Emanuel (1709-1710)
- Maurits (1711-1777), regent in Saksen-Eisenach
- Sophie (* / † 1712)
- Karel (1714-1715)
- Frederica (1715-1775), in 1734 gehuwd met hertog Johan Adolf II van Saksen-Weißenfels
- Doodgeboren zoon (30 november 1716)
- Magdalena Sibylle (* / † 1718)
- Augusta (1719-1772), in 1734 gehuwd met kroonprins Frederik van Groot-Brittannië
- Johan Adolf (1721-1799).

## Trivia
Magdalena Augusta overleed te Altenburg op 11 oktober 1740 en werd bijgezet in de koninklijke crypte van het kasteel Friedenstein, naast haar acht jaar eerder overleden echtgenoot.